# 1245
Năm 1245 là một năm trong lịch Julius.